# Leishmania naiffi
Leishmania naiffi protista parásito del género Leishmania fue aislado en 1989 en su principal reservorio, el armadillo de nueve bandas o tatú negro (Dasypus novemcinctus) en el norte de Brasil. Estudios de filogenia molecular encuadran a esta especie dentro del subgénero Viannia. Muchas especies de flebotominos se encargan de su transmisión en amplias zonas de la Amazonía, pero también en otros países como Ecuador, Perú y Panamá. Además de armadillos y roedores, L. naiffi también puede infectar a humanos, donde produce leishmaniasis cutánea localizada, que se caracteriza por el desarrollo de lesiones cutáneas en las manos, brazos o piernas. Una primera versión de la secuencia de su genoma ha sido publicada en 2018.